# 大浦塘南朝墓
大浦塘南朝墓位于中国江苏省南京市栖霞区灵山北麓大浦塘村，被初步判断为南朝齐梁时期的宗室贵族墓，共五座，券顶砖室结构，其中编号为M1的一座墓葬全长14.2米，宽3.6米，为南京截止2013年所发现的最大规模的南朝墓葬。该墓平面呈“凸”字形，由斜坡墓道、排水沟、封门墙、甬道和墓室等组成，甬道中央设有高3.25米、宽1.9米的大型石门，其上刻有神仙、门神、朱雀玄武等神兽和花草纹饰，为研究六朝绘画艺术的重要实物资料。因该墓在早期曾遭破坏，出土的陪葬器物大多已残，具有代表性的器物有方石座、石俑、石砚台、青瓷鸡首壶和象牙簪等。